# 永昌院 (山梨市)
永昌院（えいしょういん）は、山梨県山梨市にある曹洞宗の寺院。甲斐守護職武田信昌を開基とする。

## 歴史
JR山梨市駅より約3km西方の、甲府盆地を眼下に眺める標高約480mの山の中腹に立地する。
寺記によれば、永昌院の前身は真言宗寺院であったが、永正元年（1504年）、甲斐守護武田信昌が一華文英を開山に迎え、曹洞宗寺院の龍石山永昌院として開創した。一華文英は中山広厳院（現笛吹市一宮町）を開山した雲岫宗竜の高弟で、同院の二世である。
甲斐武田家滅亡後も法灯は連綿として続き、江戸中期には曹洞宗常恒会地に昇格し、十数棟の伽藍を擁する寺院となったが、1909年（明治42年）の火災により、総門、鐘楼、経蔵の3棟以外ほとんどの建造物を焼失した。しかし仏像、過去帳、古文書（永昌院文書）など寺宝は焼失を免れ現在に伝わっている。
当院には開基武田信昌の位牌が安置され、境内には信昌の墓所がある（法名は「永昌院殿傑山勝公大禅定門」）。また、宝篋印塔・五輪塔の二基の石塔が所蔵されており、宝篋印塔の基礎部分や五輪塔の地輪には信昌の法名と没年月日が記銘されている。中世甲斐国では五輪塔・宝篋印塔を対とする風習が存在し守護から国衆、在地土豪まで幅広い階層で事例が確認されているが、本塔は二世住職菊隠瑞潭『菊隠禄』永正8年の信昌七回忌、永正14年の十三回忌にそれぞれ石塔造立を示す記述があることから、本塔に比定されるものとも考えられている。

## 山梨県指定有形文化財

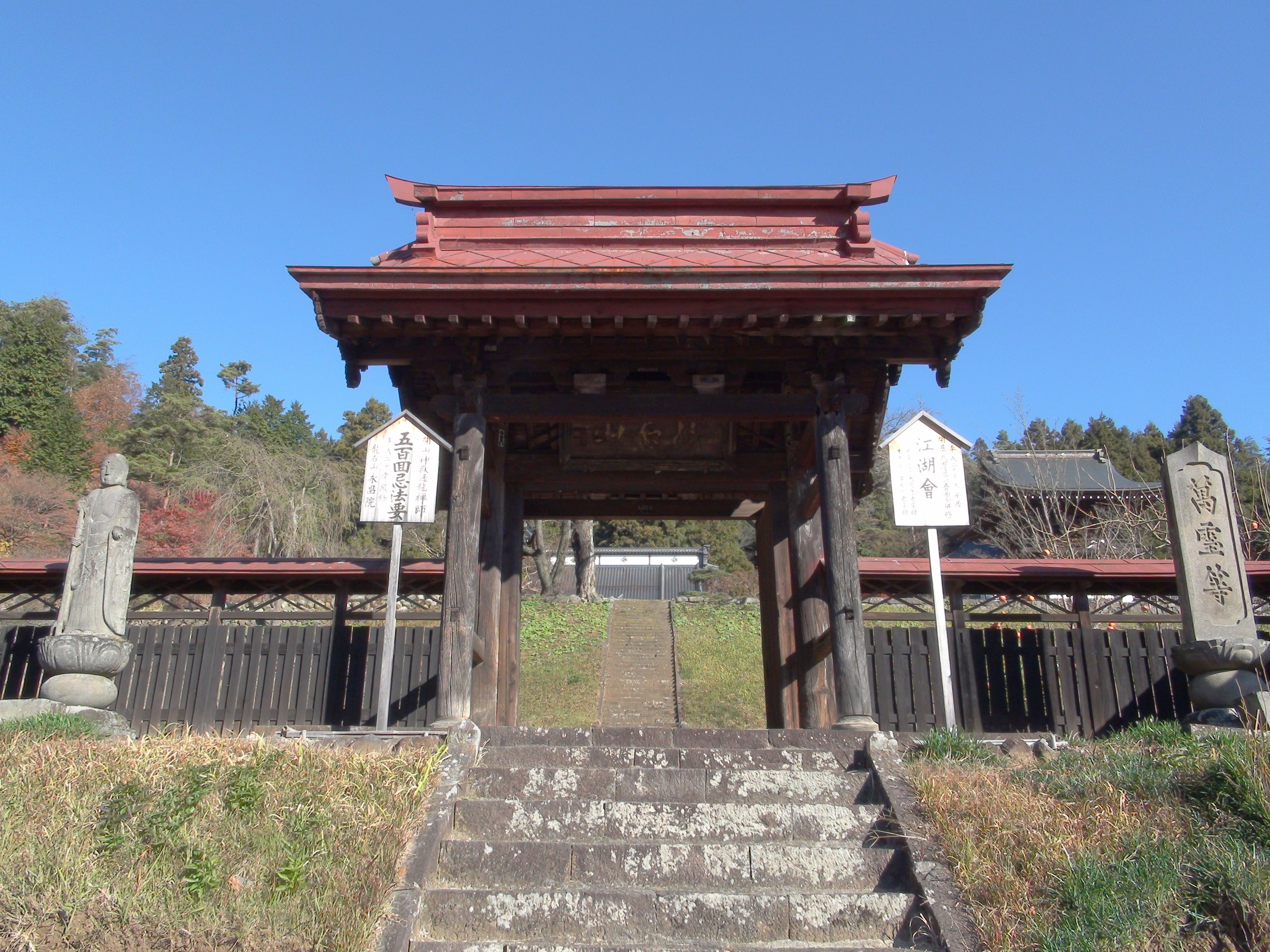
山門

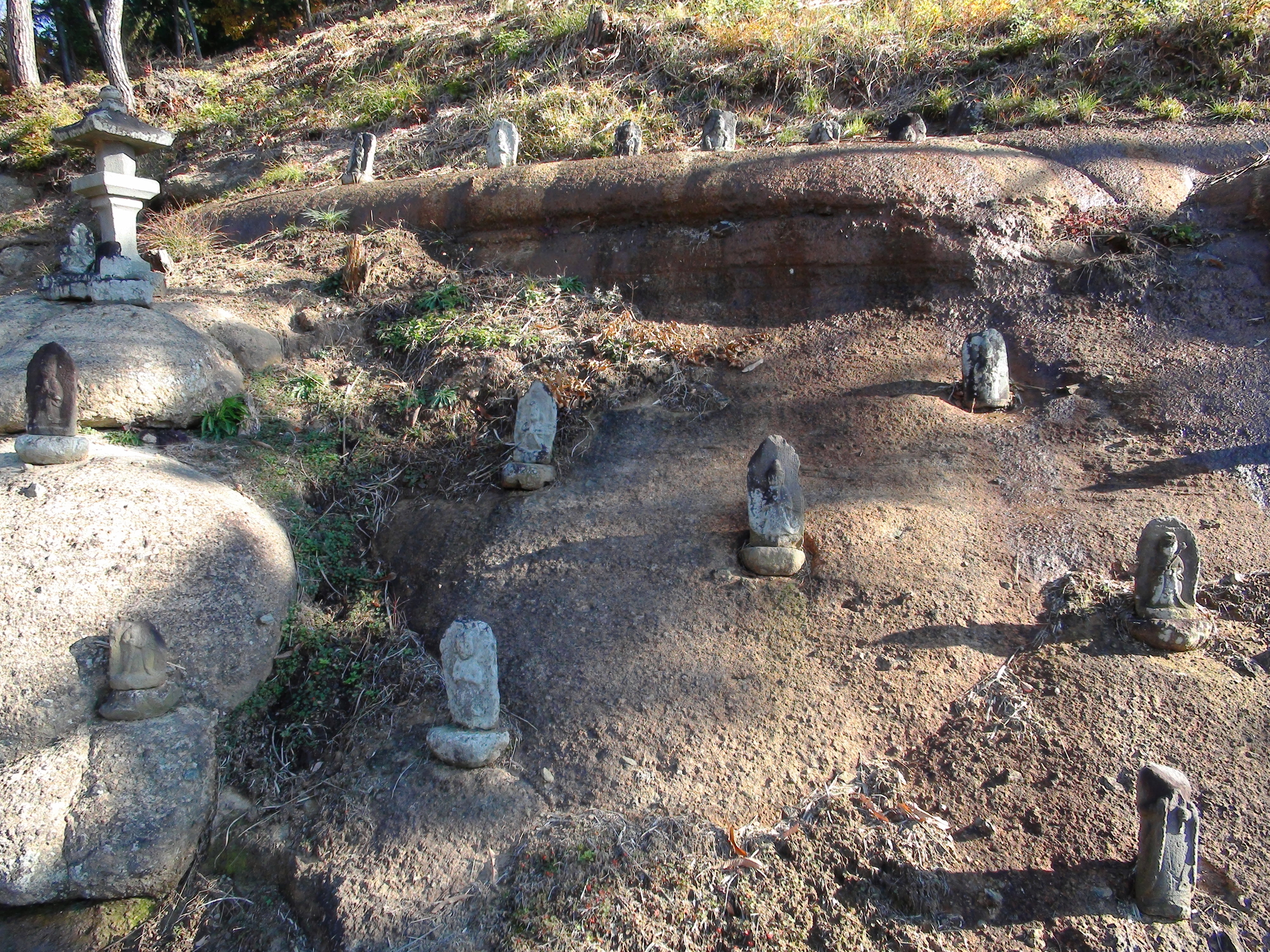
石仏

### 絹本著色神嶽通龍禅師画像
室町時代には、頂相（ちんそう）と呼ばれる禅宗僧侶の肖像画が多数制作されているが、本画像は1514年（永正11年）頃描かれた永昌院開山禅師・一華文英の肖像で、弟子の永昌院第二世・菊隠により描かれた。

### 銅鐘
甲斐五鐘の一つといわれる。1376年（永和2年）藤原昌栄により鋳造され、当初、明野村（現北杜市）大林寺に納められ、1402年（応永27年）に甲府の東光寺へ、そして1504年（永正元年）に同院へ移された。その後、武田勝頼が戦陣に用いるため遠州へ渡ったが、元和年間（1620年頃）、永昌院へ戻ったと伝わる。

## 矢坪の一つ火
永昌院の所在する矢坪地区には「矢坪の一つ火」という伝承が残されている。その昔、夜になって永昌院の裏山を山麓から眺めると、火の玉がひとつ点いたり消えたりしているのが見えることがあり、村の人々が調べたが火の玉の原因は分からなかった。同じ頃、永昌院には伝海禅法院という僧侶がいた。法印は裏山の見回りを仕事のひとつとしており、ちょうちんを片手に鈴の音を鳴らしながら出かけて行き、見回りをする法院の姿が見えなくなっても、鈴の音で法印の位置を知らせてくれていた。ところがある日、いつものように山の見回りに出掛けた法院が寺に戻らず、村人が何日も掛けて山全体を探したが法院の姿はどこにも見当たらなかった。村人は嘆き悲しみ、法院の姿を木像にし本堂に安置して供養をした。
不思議なことにその後、雨の日になると必ず木像の杖に泥がついており、不思議に思った村人は泥を拭き取ったが、雨の日のたびに新しい泥がついており、村の人々は「法院さまは、今でも山の見回りをしていてくれるのに違いない」と語り合うようになった。永昌院の裏山にはその後も、一つ火が点いたり消えたりするのが見え、矢坪の人々は法院が裏山を見回り村を守ってくれている合図と信じるようになった。法院の供養塔は永昌院の墓地に建てられている。

## 所在地
山梨県山梨市矢坪（やつぼ）1088番地